# Dahu
Pour les articles homonymes, voir Dahu (homonymie), Dahut et Darou.
 (mai 2017).
Si vous disposez d'ouvrages ou d'articles de référence ou si vous connaissez des sites web de qualité traitant du thème abordé ici, merci de compléter l'article en donnant les références utiles à sa vérifiabilité et en les liant à la section « Notes et références ».

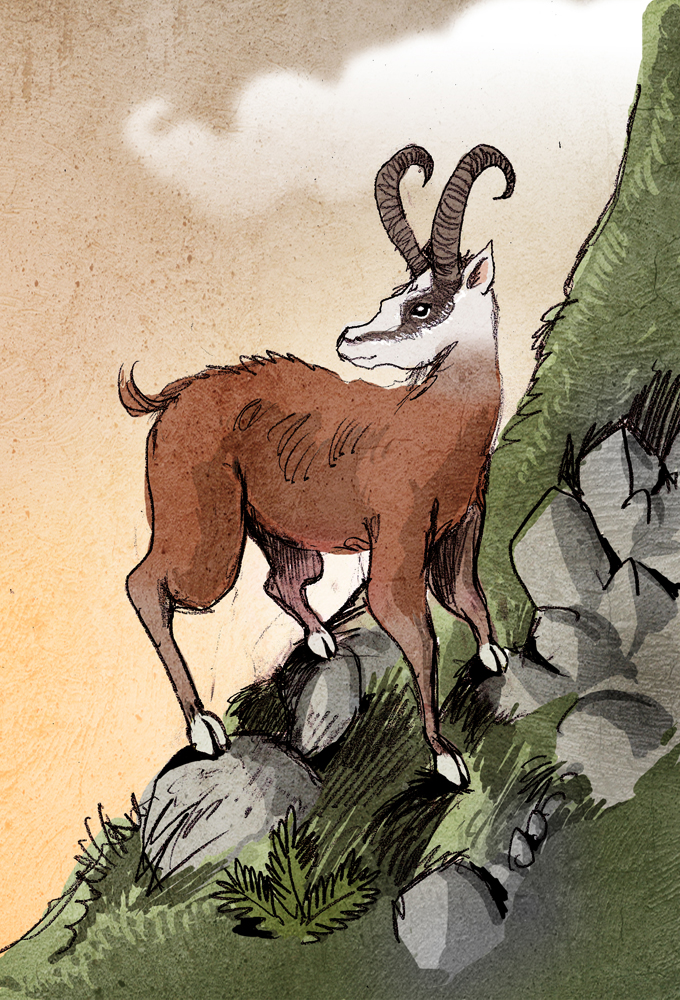
Représentation d'un dahu dans son habitat naturel, le flanc d’une montagne.

Le dahu (parfois orthographié dahut) est un animal imaginaire sauvage décrit comme vivant dans les zones montagneuses, environnement qui aurait influé sur son évolution physique au fil des générations. Son aspect caractéristique réside dans le fait qu'il a deux pattes latérales plus courtes que les deux autres, afin de bien se tenir dans les pentes montagneuses. Le dahu est également connu sous différents noms selon les régions et prend parfois l'apparence d'un oiseau.
L'existence du dahu est généralement évoquée en milieu rural et par plaisanterie auprès de personnes particulièrement naïves et de citadins peu au fait, par exemple, de la faune montagnarde (comme dans les Pyrénées ou les Alpes), ou simplement forestière, comme en Bourgogne. De fait, un peu partout en France, en Suisse et en Vallée d'Aoste, des récits variables, de tradition orale, fournissent une description de ce qui se rapporte à cet animal et au rituel « initiatique » de sa chasse, tel que transmis dans certaines communautés villageoises.

## Légende

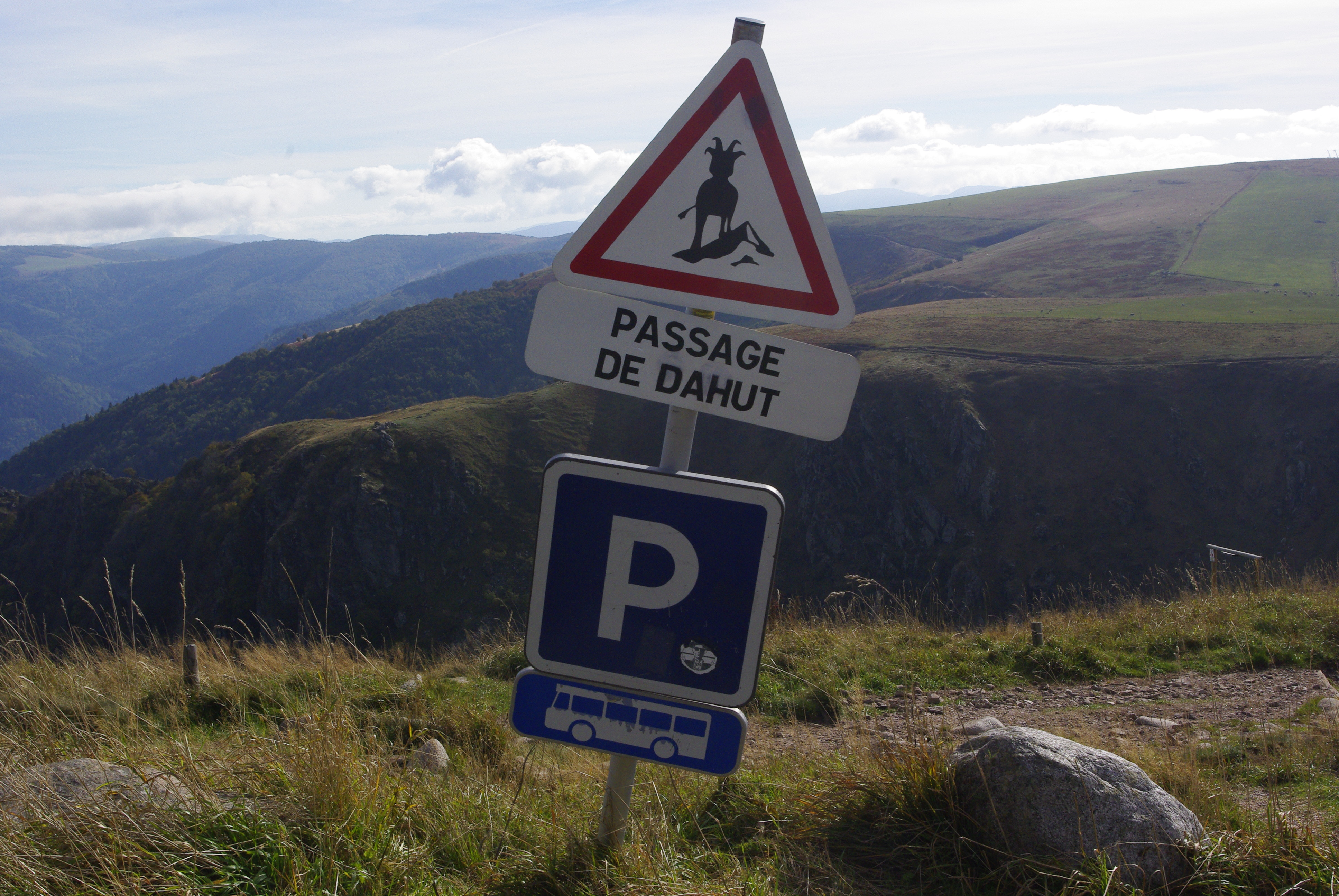
Panonceau indicateur de passage de dahut au sommet du Hohneck (massif des Vosges).

Cet animal aurait comme principale caractéristique le fait que deux de ses quatre pattes seraient plus courtes que les autres : la différence s'observerait non pas entre les pattes antérieures et les pattes postérieures (comme chez le kangourou, l'écureuil ou le lièvre), mais entre celles de gauche et celles de droite.
L'explication de cette différence de longueur tiendrait à ce que l'animal ne vivrait que sur des pentes. Sa morphologie spéciale, résultat de l'évolution, faciliterait ses déplacements à flanc de colline ou de montagne, mais l'obligerait cependant à se déplacer toujours dans la même direction et sur un même côté, sans pouvoir faire demi-tour.
La description imaginaire différencie parfois deux sous-espèces supposées de l'animal, ayant respectivement les pattes gauches ou droites plus courtes. Le premier se déplace à flanc de montagne dans le sens des aiguilles d'une montre, et l'autre en sens inverse. On retrouve dans les récits des développements sur les stratégies de l'animal lorsqu'il tombe nez à nez avec un représentant de l'autre sous-espèce (nommées dextrogyre et lévogyre d'après le sens obligé de leurs pérégrinations autour de la montagne), en particulier concernant la reproduction[réf. nécessaire]. 
D'autre part, en région volcanique, le dahu dextrogyre arrivant au sommet du cratère en tournant à droite deviendra lévogyre en pénétrant dans le cratère précautionneusement, anisométrie des pattes obligeant[réf. nécessaire].

## La chasse au dahu
Les traditions locales rapportent que cette chasse se pratique en battue, dans une forêt si possible épaisse et sombre, et même de nuit. Pour chasser le dahu, il faut un sac et des bâtons. En tapant régulièrement du bâton contre les arbres, les chasseurs effaroucheraient l'animal et parviendraient à lui faire perdre l'équilibre. C'est alors qu'interviendrait le « niais du village », posté en contrebas avec le sac ouvert, et investi (par les « initiés » meilleurs connaisseurs du terrain ou meilleurs marcheurs) de la mission très valorisante de capturer l'animal.
Le groupe de « rabatteurs », censé diriger l'animal vers le porteur du sac, s'éclipse en fait en abandonnant le naïf de service. Celui-ci, après s'être inquiété de ne plus entendre ses compagnons et s'être convaincu de l'inutilité de prolonger plus longtemps son attente solitaire, n'a plus qu'à rentrer seul en cherchant son chemin dans un environnement qu'il maîtrise mal.
Une méthode alternative, présentée comme beaucoup plus simple car ne nécessitant pas d'accessoires, serait la suivante : il suffit de se tenir derrière le dahu et de l'appeler. Comme c'est un animal de nature sociable, il se réjouit que quelqu'un s'intéresse à lui, et se retourne. Il perd alors l'équilibre et l'on peut ainsi facilement l'attraper. Le « bêta » est donc initié par les « rieurs » à imiter l'appel ou le sifflement du dahu. Cet « apprentissage » terminé, ce sont les modulations de sa voix ou de son sifflet, perdant de l'assurance au fur et à mesure de la chasse, qui divertissent ses compagnons.
Il existe dans le Jura suisse une autre méthode de chasse : il suffit de repérer l'endroit où le dahu a l'habitude de venir boire et d'attendre son passage en se munissant d'un sac de jute. Lorsque le dahu vient, on le capture en le mettant dans le sac d'un mouvement vif.
Mais comme le dahu a un odorat particulièrement développé, on peut le tromper en se déchaussant et en se tenant les pieds dans l'eau ; pour camoufler l'odeur des mains, il faut également les mettre sous l'eau. Cette chasse au dahu a lieu uniquement de nuit et les mois de novembre à février sont les plus indiqués.
On recommande aussi de disposer du poivre sur de grosses pierres plates : quand le dahu, en broutant, viendrait à renifler le poivre, cela le ferait éternuer et s'assommer lui-même contre la pierre (une variante de cette « méthode » est connue dans certaines régions pour être censée capturer certains oiseaux ou de petits rongeurs comme les souris).

## Variantes régionales
Le nom « dahu » peut varier selon les villes ou villages. On retrouve ainsi le dairi dans le Jura ou le dari dans la vallée de Joux, darou dans les Vosges, darhut en Bourgogne, tamarou dans l'Aubrac et l'Aveyron, tamarro en Catalogne et Andorre, ou encore rülbi (prononcer ruèlbi) dans le Haut-Valais.
En Bretagne (hors du Méné Bré), il n'a pas de pattes plus courtes. En Basse-Bretagne, il est appelé morilhoned ou mitarded. En pays gallo, on le nomme gobion, goubion, téhao, tarin, touar.
Un animal similaire au dahu prend différents noms selon la région concernée : tahu en Boulonnais, bitarde en Picardie, darou, dalou ou huppuppu en Lorraine, biroufle ou daru dans le Maine, darue ou darut dans l’Anjou, touaoue en Bretagne au niveau de Clos-Poulet, daru en Île-de-France et dans le Bourbonnais, la Savoie, région des Échelles, et l’Isère, couriau dans la Drôme, chastre en Provence, dari en Franche-Comté.
La chasse à la bitarde (en langue picarde « el cache à l'bitarde ») en Picardie est pratiquée dans certaines communautés villageoises jusque dans les années 1970. L'animal imaginaire ainsi chassé serait un oiseau. Il est rapporté qu'en 1934 un valet de ferme de quinze ans, invité à participer à une chasse au bitard dans un village de Vendée et ayant compris sur le tard le tour qu'on lui avait joué, se vengea en saccageant les jardins de toutes les fermes où travaillaient les domestiques qui s'étaient ainsi moqués de lui.

## Aspect sociologique et comportemental
- Si vous ne connaissez pas le sujet, laissez ce bandeau (vous pouvez alors contacter les auteurs).
- Si vous supprimez le contenu mis en cause (vous pouvez préalablement contacter les auteurs),

argumentez précisément cette suppression dans la page de discussion
(un manque de référence n'est pas un argument ; une recherche réelle de référence doit avoir été effectuée, être formellement documentée).
Si ces farces organisées pour rire en groupe aux dépens d'un autre ne l'étaient pas vraisemblablement ou pas systématiquement par esprit de méchanceté, le récit de leur préparation et de leurs péripéties pouvait alimenter avec un plaisir toujours renouvelé pendant de longs mois, voire plusieurs années, les conversations au café, à la veillée, ou lors des pauses et repas collectifs en période de moisson ou de battage.
La petite communauté villageoise et ses meneurs les plus espiègles n'avaient pas toujours l'occasion de renouveler ce type de farce régulièrement.
Il fallait que le hasard soit favorable, parfois au bout de plusieurs années seulement, en ramenant dans leurs « filets » un « étranger », un visiteur de la ville devant séjourner quelque temps dans le village, un jeune apprenti, un domestique ou un travailleur saisonnier n'ayant bien sûr jamais eu vent de la supercherie ou d'une de ses variantes. Il fallait encore que le « nouveau » corresponde au profil de la « proie » potentielle : on procédait alors peu à peu intentionnellement, mais parfois aussi par de simples concours de circonstances, à tester son degré de crédulité et on conditionnait psychologiquement cette proie, par des récits plus motivants les uns que les autres, afin de faire naître ou développer progressivement son intérêt pour une future participation à la chasse à un animal aussi rare.
L'étape suivante, une fois acquise la quasi-certitude que notre homme devrait faire l'affaire (par sa nigauderie confirmée ou la confiance entretenue dans son esprit par une sorte de complicité avec ses « manipulateurs ») n'était pas moins riche en occasions de se moquer de lui à son insu. Il fallait encore lui enseigner le chant supposé ou le ? cri [Fiche] de la bitarde : les « comploteurs » l'entraînaient à produire le sifflement ou le ? hululement [Fiche] le plus « fidèle » possible de façon à ne pas réduire ses chances de succès lors de la chasse.

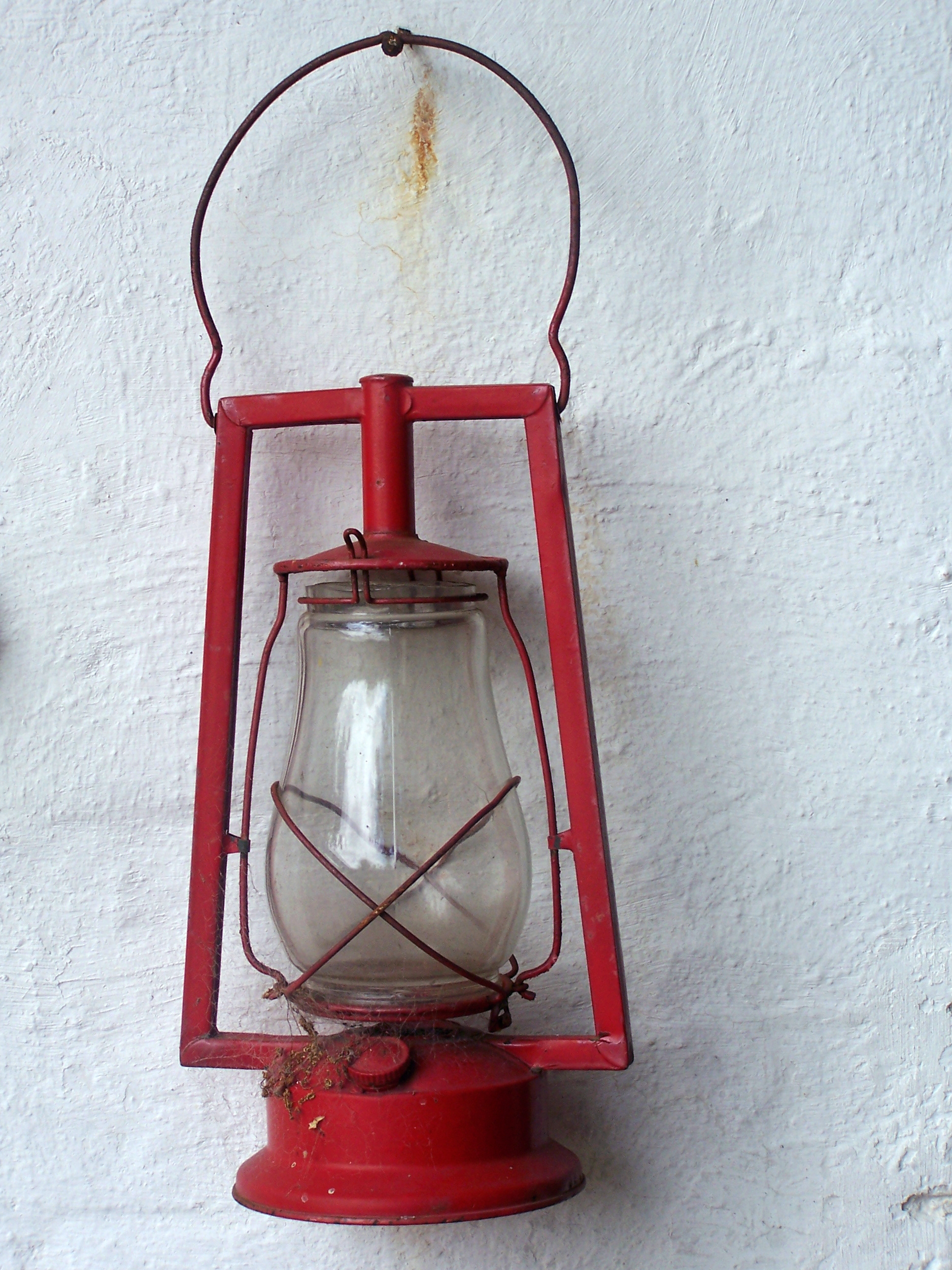
Lampe-tempête.

Plus le jour choisi approchait, plus on l'invitait à réessayer. On lui proposait d'évaluer les progrès réalisés depuis quelques jours. Tout l'art de ce conditionnement était de préserver le bon équilibre entre faire durer ce plaisir préparatoire pour la communauté de rieurs, le faire partager au plus grand nombre et ne pas risquer, en poussant le bouchon un peu trop loin, de mettre la puce à l'oreille de la « victime consentante ».
L'impatience du futur participant à la chasse grandissant ou sa formation de siffleur étant jugée suffisante par ses « initiateurs », il ne restait plus qu'à convenir d'une date et d'un lieu de rendez-vous suffisamment éloigné de la zone habitée, la toute dernière mise en scène consistant en un ultime briefing lors duquel lui étaient données, devant un public de complices anticipant déjà le succès de l'expédition, les recommandations qu'on imagine et distribué son équipement (sac pour emprisonner l'animal, éventuellement lampe-tempête permettant aux organisateurs de visualiser (en riant) les déplacements du naïf dans l'obscurité de la forêt).
Un aspect souvent négligé de la fonction de la chasse au dahu est celui de rite intégrateur social pour un personnage nouvellement arrivé au sein d'une communauté et s'apparente alors à un bizutage. La chasse s'achevant généralement dans la bonne humeur et en présence du chasseur revenu bredouille permet au nouvel arrivé d'être immédiatement intégré au groupe.

## Déclinaisons dans la culture moderne

### Version ludique
Dans les Pyrénées, dans les Alpes, au Pays-d'Enhaut ou encore dans les montagnes vosgiennes et jurassiennes, la chasse au Dahu est devenue un jeu destiné aux groupes d'enfants (classes vertes, colonies de vacances...). Proche du jeu de piste, la traque de cet animal est l'occasion de s'aventurer en forêt pour y observer les traces de la faune.
Les jeunes chasseurs ont souvent besoin de plus grands pour les aider à confectionner des échasses, parfois des sabots, afin qu'ils puissent les apprivoiser comme animal de compagnie.

### Marketing

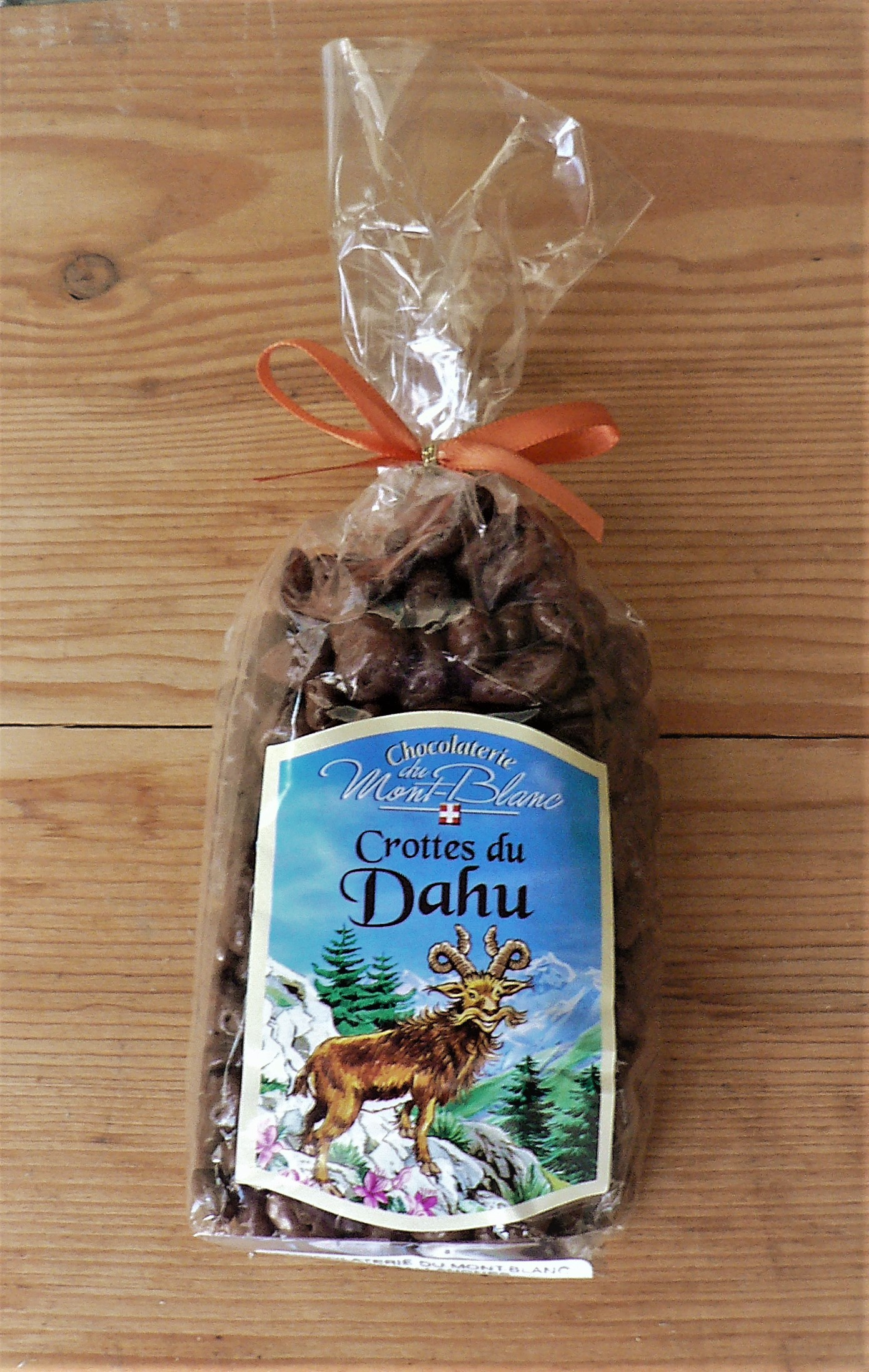
Des raisins enrobés de chocolat au lait au nom évocateur.

Plusieurs produits ont vu le jour utilisant le nom du dahu, notamment de la confiserie.
Pataski le Dahu fut la mascotte officieuse de l'équipe de France de ski à l'occasion des Jeux olympiques d'hiver de 1968 à Grenoble. Quelques histoires de cet animal ont paru en bande dessinée sous la signature de René Dosne dans La Vie catholique. Pataski était une créature à fourrure blanche avec un toupet orange sur le front, de la taille d'un homme, et qui se tenait debout. Il avait les pattes postérieures en forme de skis et des ailes.